# 儒略·愛德華·蘭加
儒略·愛德華·蘭加（葡萄牙語：Júlio Duarte Langa；1927年10月27日—）是莫桑比克籍天主教司鐸級樞機。也是賽賽教區榮休主教。

## 生平
蘭加於1927年10月27日在莫桑比克的市鎮Mangunze出生。他於1957年6月9日在馬普托總教區晉鐸。
亞歷山大·若瑟·桑托斯於1976年5月31日將他晉牧，他同時獲教宗保祿六世任命為賽賽教區主教。他於2004年7月12日榮休，盧西奧·安德里塞·穆安杜拉接任賽賽教區主教。
2015年1月4日，教宗方濟各在《三鐘經》祈禱活動結束之際，宣佈將他擢升為樞機。並且，於隔月14日與教宗舉行共祭彌撒大典，並被擢升為司鐸級樞機。

## 牧徽

儒略·愛德華·蘭加樞機牧徽